# Paizay-Naudouin-Embourie
Paizay-Naudouin-Embourie is een gemeente in het Franse departement Charente (regio Nouvelle-Aquitaine) en telt 423 inwoners (1999). De plaats maakt deel uit van het arrondissement Confolens.

## Geografie
De oppervlakte van Paizay-Naudouin-Embourie bedraagt 25,9 km², de bevolkingsdichtheid is 16,3 inwoners per km².
De onderstaande kaart toont de ligging van Paizay-Naudouin-Embourie met de belangrijkste infrastructuur en aangrenzende gemeenten.

## Demografie
Onderstaande figuur toont het verloop van het inwonertal (bron: INSEE-tellingen).

1. ↑  Populations de référence 2022.